# Представники США при ООН
Постійні представники Сполучених Штатів Америки в Організації Об'єднаних Націй — дипломатичні представники Сполучених Штатів Америки при Організації Об'єднаних Націй у ранзі Надзвичайного і Повноважного Посла, а також представника США в Раді Безпеки ООН.

## Перелік постійних представників США
Хронологічний список дипломатів США, що обіймали посаду постійного представника в ООН.
| #  | Портрет                 | Постійний представник США в ООН  | Період діяльності                | Генеральний секретар ООН | Президент Сполучених Штатів Америки |
| -- | ----------------------- | -------------------------------- | -------------------------------- | ------------------------ | ----------------------------------- |
| 1  |                         | Едвард Стеттініус                | 1945–1946                        | Гледвин Джебб            | Гаррі Трумен                        |
| 1  | Трюгве Хальвдан Лі      | Едвард Стеттініус                | 1945–1946                        |                          | Гаррі Трумен                        |
| —  |                         | Гершель Джонсон                  | 1946–1947                        |                          | Гаррі Трумен                        |
| 2  |                         | Воррен Остін                     | 1947–1953                        |                          | Гаррі Трумен                        |
| 2  | Даг Хаммаршельд         | Воррен Остін                     | 1947–1953                        |                          | Гаррі Трумен                        |
| 3  |                         | Генрі Лодж                       | 12 січня 1953 — 2 вересня 1960   | Дуайт Ейзенхауер         |                                     |
| 4  |                         | Джеймс Джеремі Водсворт          | 1960–1961                        | Дуайт Ейзенхауер         |                                     |
| 5  |                         | Едлай Евінг Стівенсон II         | 1961—1965                        | Джон Фіцджеральд Кеннеді |                                     |
| 5  | У Тан                   | Едлай Евінг Стівенсон II         | 1961—1965                        | Джон Фіцджеральд Кеннеді |                                     |
| 5  | Ліндон Джонсон          | Едлай Евінг Стівенсон II         | 1961—1965                        |                          |                                     |
| 6  |                         | Артур Голдберг                   | 1965–1968                        |                          |                                     |
| 7  |                         | Джордж Бол                       | 26 червня 1968 — 25 вересня 1968 |                          |                                     |
| 8  |                         | Джеймс Рассел Віггінс            | 1968–1969                        |                          |                                     |
| 9  |                         | Чарлз Йост                       | 1969–1971                        | Річард Ніксон            |                                     |
| 10 |                         | Джордж Герберт Вокер Буш         | 1 березня 1971 — 18 січня 1973   | Річард Ніксон            |                                     |
| 10 | Курт Вальдхайм          | Джордж Герберт Вокер Буш         | 1 березня 1971 — 18 січня 1973   | Річард Ніксон            |                                     |
| 11 |                         | Джон Скалі                       | 1973–1975                        | Річард Ніксон            |                                     |
| 11 | Джеральд Форд           | Джон Скалі                       | 1973–1975                        |                          |                                     |
| 12 |                         | Деніел Патрік Мойніган           | 1975–1976                        |                          |                                     |
| 13 |                         | Вільям Скрентон                  | 15 березня 1976 — 19 січня 1977  |                          |                                     |
| 14 |                         | Ендрю Янг                        | 1977–1979                        | Джиммі Картер            |                                     |
| 15 |                         | Дональд Макгенрі                 | 1979–1981                        | Джиммі Картер            |                                     |
| 16 |                         | Джин Кіркпатрік                  | 1981—1985                        | Рональд Рейган           |                                     |
| 16 | Хав'єр Перес де Куельяр | Джин Кіркпатрік                  | 1981—1985                        | Рональд Рейган           |                                     |
| 17 |                         | Вернон Волтерс                   | 1985–1989                        | Рональд Рейган           |                                     |
| 18 |                         | Томас Пікерінг                   | 1989–1992                        | Джордж Герберт Вокер Буш |                                     |
| 18 | Бутрос Бутрос Галі      | Томас Пікерінг                   | 1989–1992                        | Джордж Герберт Вокер Буш |                                     |
| 19 |                         | Едвард Перкінс                   | 1992–1993                        | Джордж Герберт Вокер Буш |                                     |
| 20 |                         | Мадлен Олбрайт                   | 27 січня 1993 — 21 січня 1997    | Білл Клінтон             |                                     |
| 20 | Кофі Аннан              | Мадлен Олбрайт                   | 27 січня 1993 — 21 січня 1997    | Білл Клінтон             |                                     |
| 21 |                         | Білл Річардсон                   | 13 лютого 1997 — 18 серпня 1998  | Білл Клінтон             |                                     |
| —  |                         | Пітер Берлі                      | 18 серпня 1998 — 25 серпня 1999  | Білл Клінтон             |                                     |
| 22 |                         | Річард Голбрук                   | 25 серпня 1999 — 20 січня 2001   | Білл Клінтон             |                                     |
| —  |                         | Джеймс Каннінгхейм               | 20 січня 2001 — 15 вересня 2001  | Джордж Вокер Буш         |                                     |
| 23 |                         | Джон Негропонте                  | 15 вересня 2001 — 1 липня 2004   | Джордж Вокер Буш         |                                     |
| 24 |                         | Джон Денфорт                     | 1 липня 2004 — 20 січня 2005     | Джордж Вокер Буш         |                                     |
| —  |                         | Енн Паттерсон                    | 20 січня — 1 серпня 2005         | Джордж Вокер Буш         |                                     |
| 25 |                         | Джон Болтон                      | 1 серпня 2005 — 9 грудня 2006    | Джордж Вокер Буш         |                                     |
| —  |                         | Алехандро Даніель Вульф (acting) | 9 грудня 2006 — 17 квітня 2007   | Джордж Вокер Буш         |                                     |
| —  | Пан Гі Мун              | Алехандро Даніель Вульф (acting) | 9 грудня 2006 — 17 квітня 2007   | Джордж Вокер Буш         |                                     |
| 26 |                         | Халілзад Залмай                  | 17 квітня 2007 — 22 січня 2009   | Джордж Вокер Буш         |                                     |
| 27 |                         | Сьюзен Райс                      | 22 січня 2009 — 1 липня 2013     | Барак Обама              |                                     |
| —  |                         | Розмарі Ді Карло                 | 1 липня — 1 серпня 2013          | Барак Обама              |                                     |
| 28 |                         | Саманта Пауер                    | 2 серпня 2013 — 20 січня 2017    | Барак Обама              |                                     |
| 29 |                         | Ніккі Гейлі                      | 24 січня 2017 — 7 грудня 2018    | Антоніу Гутерреш         | Дональд Трамп                       |
| 30 |                         | Джонатан Коен                    | 1 січня 2019 — 30 липня 2019     | Антоніу Гутерреш         | Дональд Трамп                       |
| 31 |                         | Келлі Найт Крафт                 | 1 серпня 2019 — 20 січня 2021    | Антоніу Гутерреш         | Дональд Трамп                       |
| 32 |                         | Лінда Томас-Грінфілд             | 25 лютого 2021 — 20 січня 2025   | Антоніу Гутерреш         | Джо Байден                          |
| 33 |                         | Дороті Ші                        | з 20 січня 2025                  | Антоніу Гутерреш         | Дональд Трамп                       |